# Münchner Zwietracht
Die Münchner Zwietracht ist eine deutsche Musikgruppe der volkstümlichen Musik, des Schlagers, aber auch der Rock/Pop-Musik.

## Geschichte
Die Münchener Musikgruppe wurde 1991 von Wolfgang Köbele, Karl Eichinger
und Heinz Fuhrmann gegründet. 1992, nach mehreren TV-Auftritten, ging die Band mit Karl Moik, Maria Hellwig, Patrick Lindner und anderen Künstlern 64 Tage auf Europatournee. 1994 flog die Band zusammen mit 40 Fallschirmspringern nach Fortaleza in Brasilien zum BOOGIE DO BRASIL. Mehrere Open-air-Konzerte wurden dort gegeben. Anfang 1997 folgte die zweite Tournee mit Karl Moik, Franzl Lang und Al Martino und weiteren Künstlern durch Deutschland. 1998 war die dritte Tournee mit Peter und Gerda Steiner, Oswald Sattler, Angela Wiedl, Lolita und Rex Gildo durch Deutschland. Im Jahr 2000 kam es zu einer Zusammenarbeit mit Rudolph Moshammer und der Produktion des Titels Mooshamma. Die Single kam unter die TOP 100 der Single-Charts. 2001 kam es zur Teilnahme am deutschen Vorentscheid zum Grand Prix Eurovision de la Chanson mit dem Titel Teilt Freud und Leid. Dieser Auftritt sowie zwei vorangegangene Auftritte beim Grand Prix der Volksmusik und Grand Prix der guten Laune brachten der Band einen Eintrag ins Guinness-Buch der Rekorde mit drei Grand-Prix-Auftritten in neun Monaten.
Von 1995 bis 2013 trat die Musikgruppe im Hippodrom, einem Festzelt auf dem Münchner Oktoberfests auf; von 2014 bis 2019 im Nachfolgezelt Marstall und seit 2023 in der Fischer-Vroni.
Zur Band gehören die Gründungsmitglieder Wolfgang Köbele (Bass) und Heinzi Fuhrmann (Trompete) sowie ab September 2020 Chris Furtner (Gesang, Gitarre), Andreas „Anderl“ Häckel seit 1999 (Keyboard und Akkordeon), Peter Lautenschlager 2021(Schlagzeug) und Danny Klupp 2021 (Gitarre Gesang).
Im Jahr 2003 fand im Münchner Hofbräuzelt, übertragen vom ZDF der Wettbewerb „Ein Lied für das Oktoberfest“ statt, den die Band mit dem Titel „Let’s go zum Oktoberfest“ gewann.
2007 feierte die Oktoberfestband 15-jähriges Bandbestehen und kombinierte dies mit dem 150. Jubiläum der Weißwurst und veröffentlichte die Single Weißwurst ich liebe Dich.
2008 kam es zu einer Kooperation mit dem Komponisten Ralph Siegel und der Veröffentlichung der Single I mag München anlässlich der 850-Jahr-Feier der Stadt München.
2010 veröffentlichte die Band ihr achtes Album mit dem Titel Heute feiern wir. 2012 erschien die Live-CD 20 Jahre Münchner Zwietracht.
Im Jahr 2016 erschien das Studioalbum Mittendrin Dabei mit dreizehn neuen Titeln, erstmals in Zusammenarbeit mit der Plattenfirma Tyrolis Music. Zum 30-jährigen Jubiläum erschien im Jahre 2021 das Studioalbum „30 Jahre Heiße Feste“ inklusive 3 Videos.
Im Jahr 2022 verlieh die gedu Werbe- und Verlags-GmbH der Münchner Zwietracht den Award „Künstler des Jahres 2022“ im Bereich „Party- und Oktoberfestband“. Im Jahre 2023 wurde die Band ein weiteres Mal zum Künstler des Jahres gewählt. Diesmal in der Sparte LIVE KULT AKT. Der Award wurde von Monika Gruber überreicht.

## Diskografie

### Alben
- 1991: Münchner Zwietracht
- 1995: Vorlaute G’schichten
- 1997: Das Gelbe vom Ei
- 1999: Oktoberfest München live
- 2001: Mooshamma
- 2002: Alarm auf der Alm
- 2003: Das Beste
- 2006: Oktoberfest Forever
- 2010: Heute feiern wir
- 2012: 20 Jahre MZ – Live-CD
- 2016: Mittendrin Dabei
- 2021: 30 Jahre Heisse Feste
- 2025: Grenzenlose Freiheit

### Erfolgstitel
- 1991: Juche auf der hohen Alm
- 1995: Sauwetter
- 1997: Wennst mi brauchst bin i da
- 2000: Moos Hamma
- 2002: Holladieh holladioh
- 2003: Let’s go zum Oktoberfest
- 2006: Oh Du lieber Augustin
- 2007: Weißwurst ich liebe Dich
- 2010: Scheißegal
- 2016: Wir sind zu wenig am Meer
- 2021: Fiesta Caliente im Englischen Garten inkl. Video
- 2022: Böhmische Liebe inkl. Video
- 2022: Juchhe auf der hohen Alm 2022 inkl.Video
- 2023: Bald geht die Sonne auf
- 2024: Schihüttengaudi inkl. Video